# Милан Марић Шваба
Милан Марић (Београд, 26. септембра 1981) српски је глумац. Прославио се улогом Швабе у филму Срђана Драгојевића Ране.
Тридесетог јануара 2010. године постао је учесник серијала Велики Брат ВИП 4, а 27. фебруара је победио у Великом брату.
Живи у Великом селу, београдском насељу у општини Палилула.

## Улоге
| Год.       | Назив             | Улога                   |
| ---------- | ----------------- | ----------------------- |
| 1990.-те   |                   |                         |
| 1998.      | Ране              | Шваба                   |
| 2000.-те   |                   |                         |
| 2000.      | Рат уживо         |                         |
| 2003.      | М(ј)ешовити брак  | Џијо                    |
| 2004.      | Диши дубоко       | Мики                    |
| 2005.      | Ми нисмо анђели 2 | кримос/бизнисмен        |
| 2007-2008. | Вратиће се роде   | Дулетов сарадник „Киза“ |
| 2009.      | Забрањена љубав   | Радник у мртвачници     |
| 2009.      | Роде у магли      | Киза                    |
| 2010.-те   |                   |                         |
| 2011.      | Парада            | Решетка                 |
| 2011.      | Жене са Дедиња    | носач                   |
| 2013.      | Мамарош           | Дечак војник            |
| 2014.      | Атомски здесна    | клијент                 |
| 2014.      | Систем            | Ранко                   |
| 2017.      | Први сервис       | Жељко "Смрт"            |